# Andik Vermansyah
Andik Vermansyah (Jember, 23 novembre 1991) è un calciatore indonesiano, centrocampista del Persebaya Surabaya.
Paragonato a Lionel Messi per lo stile di gioco, è un centrocampista offensivo considerato come uno dei più grandi talenti dell'Indonesia. È considerato tra i migliori calciatori asiatici nel 2012 da ESPN Soccernet.
Dal 10 settembre del 2012 si è unito alla società statunitense del D.C. United per un periodo di prova.